# Teatro Chino de Manolita Chen
El Teatro Chino de Manolita Chen fue una empresa artística española de teatro ambulante del siglo XX, que combinó el circo, la revista musical y el espectáculo de variedades. Fue fundado en 1950 por Chen Tse-Ping y Manolita Chen, respectivamente cerebro y alma de uno de los más singulares ejemplos del show celtibérico. Desapareció en 1986.
En su publicidad, de carteles pegados en vallas y tapias, se presentaba como "Teatro Chino. Compañía de galas orientales. Con 50 artistas internacionales, 15 atracciones, circo y variedades, además de 20 bellísimas bailarinas"...y un prometedor eslogan que anunciaba "Piernas, mujeres y cómicos para todos ustedes, simpático público!". El paraíso sicalíptico a precios populares.

## Precedente chino
Tse-Ping, nacido en 1903, súbdito chino de una buena familia de Zhejiang, viajó a París en 1922 —con 19 años de edad— a cursar estudios en la capital francesa. Deslumbrado por la cultura occidental y aislado de su país por las revueltas de Chiang Kai-shek decidió permanecer en Europa. 
En Alemania se enroló en una troupe china, especializándose en el lanzamiento de cuchillo y casándose con Charlotte, la valiente joven alemana que le acompañaba en el espectáculo. De esa unión nació Lardie Chen (que tras la muerte de la madre se criaría más tarde en España y con el tiempo heredaría el negocio familiar). Al inicio de la década de 1930, Tse-Ping montó su propia troupe con otros ocho familiares huidos de China. Se trasladó a España en 1934, pasando los años de la guerra civil en Portugal.

## Love story en Chinatown
De nuevo en España, Tse-Ping conoció a Manuela Fernández Pérez, corista del conjunto de Las Charivaris del Teatro Circo Price. Corría el año 1943, ella tenía 16 años y él 40. 

### Manolita
Nacida en Madrid el lunes 11 de abril de 1927, en el Puente de Vallecas, Manolita era la tercera de los cinco hijos de una familia constituida por un agricultor de la provincia de Cuenca emigrado a la capital española y casado allí con una joven gallega, criada doméstica en una casa madrileña. Como dato añadido puede anotarse que el padre de Manolita consiguió trabajo de repartidor en la empresa de Gaseosas La Revoltosa, de la que acabaría siendo socio. Manolita creció en Vallecas y pasó parte de la guerra civil española en El Picazo, el pueblo del padre. Con doce años su madre la llevó a la escuela Conservatorio de Laura de San Telmo, porque la niña estaba decidida a ser artista. Comenzó a trabajar en el ballet Las Charivaris del Teatro Circo Price, en el coliseo de la Plaza del Rey de Madrid, a inicios de la década de 1940.

### Teatro Circo Chino
En 1944, Tse-Ping y Fernández se casaron en Madrid, en la parroquia de la novia, cerca de la calle Alonso Cano. Previamente, Fernández había conseguido que Tse-Ping  se nacionalizase español, e incluso que se bautizase con el nombre de Jesús (Chepín). Tres años después, abandonaron el Teatro Circo Price para poner en marcha su gran proyecto con el respaldo y colaboración de ambas familias. Por fin, en 1950 realizaron su primera tourné, y en ese mismo año nació su hija.
A lo largo de cuarenta temporadas, por el Circo Chino Chekiang (luego Teatro-Circo Chino y, finalmente, Teatro Chino de Manolita Chen) pasaron artistas como: Antoñita Moreno, Arévalo, Bigote Arrocet, El Fary, Emilio el Moro, Fernando Esteso, Florinda Chico, Juanito Valderrama, Marifé de Triana, Pompoff, Thedy y Emig, Porrina de Badajoz, Rafael Farina, Perlita de Huelva, y un surtido número de maquietistas, acróbatas, transformistas, malabaristas, contorsionistas, magos e ilusionistas, recitadores, payasos, humoristas, bailarines, orquestas, vedettes y cantantes para todos los gustos.

## Popularidad, censura y travestismo
Conseguida la popularidad en los circuitos españoles del espectáculo, superada la rígida y beata censura franquista, el Teatro Chino de Manolita Chen tuvo que competir además con las otras tres compañías rivales en el ámbito de los teatros portátiles o ambulantes: el Lido de Pepita Hervás, el Argentino de Manolo Llorens y el otro Teatro Chino, de Antonio Encinas.

### Manolita travestida
Al parecer, fue idea de la competencia rival sugerir a una artista transexual gran admiradora de Fernández que adoptara su nombre, que no había sido registrado, para presentar un espectáculo paralelo en los circuitos del teatro itinerante. Se trataba de Manuela Saborido Muñoz, artista gaditana nacida en Arcos de la Frontera hacia 1943. El escándalo y la confusión alimentados por la prensa amarilla sobre el verdadero sexo de la hasta entonces despampanante y sensual Manolita Chen fue un doloroso revés para la empresa veterana. A pesar de las protestas de los hijos y socios del negocio, el discutible continuador de la fama de Fernández medró en el negocio de las varietés confundiendo al cada vez más menguado público y asestando un golpe final al "imperio semi-celeste" del Teatro-Circo Chino. Todo ello precipitó que el Teatro Chino de Manolita Chen se desmontase tras la temporada 1986 (en la que los números fuertes habían corrido a cargo de los Hermanos Calatrava y la Hermanas Hurtado).

## Final de la función
Desde finales de la década de 1970, Fernández dejó de trabajar debido a un tumor de oído que degeneró en parálisis facial. Chepín y la familia continuaron con el negocio hasta 1986. En 1997, murió en Sevilla el empresario y artista circense Tse-Ping, a los 94 años de edad, a causa de una subida de azúcar.
Fernández, murió el 9 de enero de 2017, en una residencia de ancianos en Espartinas (Sevilla).
De la monografía compuesta por Juan José Montijano, y en concreto de su prólogo, escrito en verso por Joaquín Gómez de Segura, cabe extraer a título documental estas rimas:

Figuras de gran talla que triunfaron
después en la comedia y en el drama,
llegando a conseguir prestigio y fama
 en cuantos escenarios actuaron.
Y de ellas y ellos muchos se formaron,
llegaron a curtirse al cien por cien
después de que iniciaran su camino,
en ese colosal Teatro Chino
que dirigía Manolita Chen.